# Balneologija
Balneologija (lat. balneum kupaonica; grč. logos znanost), znanost koja proučava mineralne ljekovite vode i ljekovita blata (peloide), njihovo porijeklo, sastav, svojstva i ljekovito djelovanje. Oslanja se na kemiju, geologiju, hidrologiju, meteoroklimatologiju i fiziologiju.

Balneološke metode spadaju među najstarije metode liječenja.  
Kupka u terapiji najvažnije je područje balneologije. Različite vrste kupki imaju različite učinke na organizam i mogu ublažiti simptome različitih bolesti.

Balneologija se ubraja u dio fizikalne terapije. Stoga ona sama po sebi nije dijagnostičko područje. Dijagnoza prethodi balneološkom liječenju. Balneološke postupke preporučuje liječnik u vezi s različitim bolestima i pojedinačnim simptomima pacijenta.

Akademik Josip Bać (*1902.÷†1985.) koristeći svoje originalne metode rada, uspješno je rukovodio istražnim radovima, u cilju pronalaženja termomineralnih voda u (BiH) i šire.